# 얼 윌버 서덜랜드
얼 윌버 서덜랜드 2세(Earl Wilbur Sutherland Jr., 1915년 11월 19일 ~ 1974년 3월 9일)는 미국의 약학자·생리학자이다.
캘리포니아주 벌린게임 출생. 1937년에 위시번 대학을 졸업하고 1942년에 세인트루이스의 워싱턴 대학 의학대학원에서 박사 학위를 받았다. 1958-63년 케이스 웨스턴 리서브 대학 교수, 1963-73년 밴더빌트 대학 교수, 1973년 이후부터 마이애미 의과 대학 교수 등을 역임했다. 고리형 아데노신 일인산(cAMP)을 발견하고, 그것이 호르몬 작용을 매개하여 세포 안에 효소를 활성화하고, 세포의 분화에도 관여함을 발견했다. 1971년 호르몬 작용의 기구에 관한 연구로 노벨 생리학·의학상을 받았다.